# Paralobella breviseta
Paralobella breviseta (лат.) — вид коллембол рода Paralobella из семейства Neanuridae (Lobellini, Neanurinae). Восточная Азия: Китай, провинция Аньхой, Huang Mountain (высота 1600—1700 м, 30 ° 17’ — 19’ N, 118 ° 13’ — 15’ E). Название нового вида «breviseta» означает, что сета Di 1 очень маленькая и короткая на бугорках Di от Th.I до Abd.IV, но сравнительно длинная макросета у других известных видах.

## Описание
Мелкие ногохвостки с вытянутым телом. Длина тела 4,5 мм. От всех известных представителей рода его отличает самый большой размер, дигитальные дорсолатеральные и латеральные бугорки на теле и очень короткие волоски на дорсо-интернальных бугорках. Цвет при жизни красный, в спирте белый. Кутикулярные грануляции мелкие. Туберкулы очень развиты на голове и теле, с подкожной сетчатостью. Бугорки Di на груди и брюшке короткие и маленькие, как полусферы; De, Dl и L очень крупные, как дигитации. Макросеты тела толстые, слабо зазубренные с тупыми кончиками, мезосеты с расширенным субапикальным кончиком, микросеты зазубренные с одной стороны с заострёнными кончиками. Глаза 3 + 3, с чёрным пигментом. Мандибула с 4 апикальными, 1 средним и 1 базальным большим зубцом. Максиллярная головка стилообразная с 2 апикальными и 1 средним зубцом, с тонкой и прозрачной апикальной ламелью. Фуркула редуцирована до эллиптического участка с 3 мезосетами и без микросет.